# ローソン硬式野球部
ローソン硬式野球部（ローソンこうしきやきゅうぶ）は、東京都に本拠地を置き、日本野球連盟に加盟していた社会人野球の企業チームである。2002年に解散した。
1995年に活動を休止した同じダイエー系のリクルート硬式野球部からスタッフと選手を引き継いで創部した。登録上はリクルートと別チームである。

## 概要
1989年11月、リクルートが東京都を本拠地とし『リクルート硬式野球部』を創部。すでにアメリカンフットボール部や陸上部はあったが、リクルート事件で落ちた社のイメージ回復と社員の士気高揚を目指すために設立された。社業との両立を掲げて東京六大学野球などを中心に大卒選手を採用。専用グラウンドはなく、練習は主に週末や休日に集中して活動していたが都市対抗野球では一次予選突破はならなかった。
1995年7月、コンビニエンスストアのローソンを運営するダイエーコンビニエンスシステムズが『ローソン硬式野球部』を設立すると発表される。同年シーズン限りでの活動休止が決定していたリクルート硬式野球部からスタッフと選手を引き継ぎ、11月から活動を開始した。リクルートからの選手は出向という形式で在籍していた。

ローソンとなって以降は練習時間も確保され、高卒選手も含めて積極的に補強を進めた。系列に福岡ダイエーホークスがあったことから、当時オーナーの中内㓛からは西武におけるプリンスホテル硬式野球部のような存在になることを期待されていた。
1996年のドラフト会議では複数球団がマークしていながらも地元ダイエー入りを熱望していた九州共立大の柴原洋が他球団指名の際はローソンへ進むと公言していた。
2002年7月、同年2月期決算が大幅減益となったことを理由に、同年シーズン限りで廃部が発表された。この年のドラフト会議では4選手が指名を受けた。

前身のリクルートを含めての活動期間中に2大大会への出場は果たせなかった。

在籍していたメンバーのうち、内野手の溝口智成が母校・立教大学の監督として大学選手権でチームを59年ぶりの日本一に導き、投手の佐伯功は三菱重工名古屋監督で社会人野球日本選手権優勝を飾った。

## 設立・沿革
リクルート
- 1989年 - 東京都を本拠地とし『リクルート』として創部。
- 1995年 - シーズン終了後に解散。スタッフと選手はローソンに引き継ぎ。

ローソン
- 1995年 - 東京都を本拠地とし『ローソン』として創部。
- 2002年 - シーズン終了後に解散。

## 主要大会の出場歴・最高成績
リクルート
- JABA富山市長旗争奪富山大会 - 優勝1回（1993年）

ローソン
- JABA富山市長旗争奪富山大会 - 優勝1回（1999年）

## 主な出身プロ野球選手
- 中村浩一（内野手） - 2000年ドラフト6位で福岡ダイエーホークスに入団
- 吉川昌宏（投手） - 2002年ドラフト8位でヤクルトスワローズに入団
- 新井智（投手） - 2002年ドラフト9位で阪神タイガースに入団
- 伊代野貴照（投手） - 2002年ドラフト10位で阪神タイガースに入団
- 萱島大介（内野手） - 2002年ドラフト11位で阪神タイガースに入団

## 在籍していた主な人物
- 溝口智成（内野手） - リクルート時代から選手として在籍。退部後、立教大学の監督を経て、杏林大学監督。大学野球日本代表コーチも歴任。
- 横田謙人（内野手） - ローソンとしての新人1期生選手として在籍。退部後、羽黒高校[5]、東北公益文科大学の監督を経て[6]、オイシックス新潟コーチ[7]。